# Problème des neutrinos atmosphériques
 (octobre 2019).
Si vous disposez d'ouvrages ou d'articles de référence ou si vous connaissez des sites web de qualité traitant du thème abordé ici, merci de compléter l'article en donnant les références utiles à sa vérifiabilité et en les liant à la section « Notes et références ».
Les rayons cosmiques interagissent dans les hautes couches de l'atmosphère et produisent des pions et des kaons qui se désintègrent en muons et en neutrinos muoniques. Les muons se désintègrent à leur tour en {\displaystyle \nu _{e}}, {\displaystyle \nu _{\mu }} et {\displaystyle e^{-}}.
Les particules produites sont très énergétiques. Théoriquement on doit observer environ deux fois plus de {\displaystyle \nu _{\mu }} que de {\displaystyle \nu _{e}}.
Les nombreuses expériences (notamment Super-Kamiokande) ont montré une nette diminution du nombre de {\displaystyle \nu _{\mu }} détectés en fonction de l'angle zénithal. Les neutrinos muoniques provenant de l'atmosphère aux antipodes, après avoir traversé la Terre, sont nettement moins nombreux. La variation du déficit de {\displaystyle \nu _{\mu }} suivant l'angle zénithal ne peut s'expliquer que par des oscillations. Les oscillations {\displaystyle \nu _{\mu }\leftrightarrow \nu _{\tau }} pourraient permettre d'expliquer le phénomène. 

En effet, les oscillations des {\displaystyle \nu _{e}} seraient très faibles et le diamètre de la Terre en fait du même ordre de grandeur que la longueur d'oscillation pour les oscillations {\displaystyle \nu _{\mu }\leftrightarrow \nu _{\tau }}. Actuellement les meilleures valeurs sont {\displaystyle \theta \simeq 45}° et {\displaystyle \Delta m^{2}\simeq 2.5\times 10^{-3}eV^{2}}. Il s'agit de la même valeur de l'angle de mélange que pour les oscillations des kaons neutres.